# MTV Day 2006
L'MTV Day 2006 (o MTV Day: Super Powers of Music) si è tenuto a Bologna, dall'Arena Parco Nord il 16 settembre 2006. L'intera manifestazione è stata trasmessa in diretta da MTV a partire dalle 14:00 fino alla fine della giornata.

## L'evento

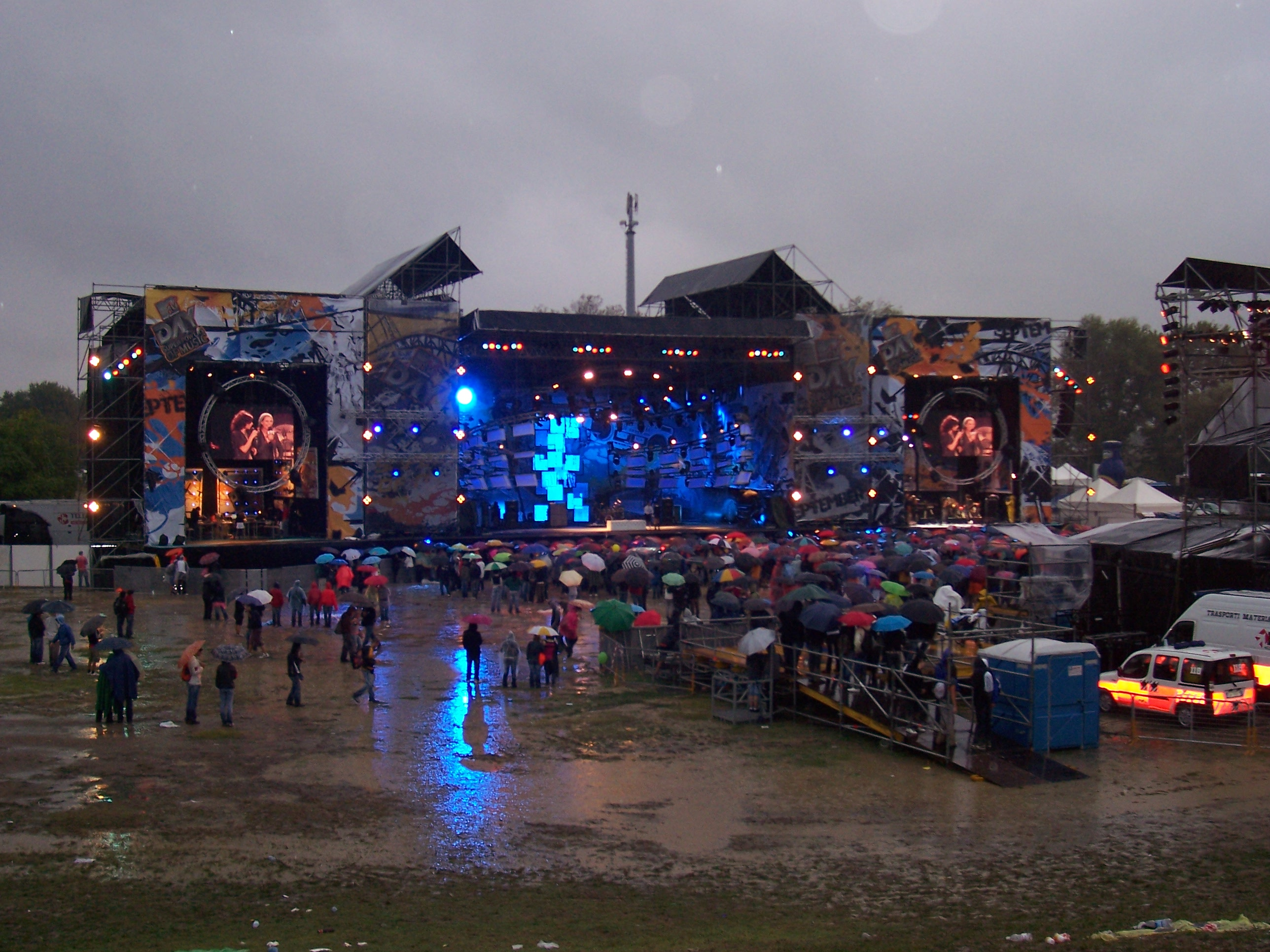
Foto scattata durante il concerto. L'immagine testimonia come, anche nel tardo pomeriggio, vi fosse un esiguo numero di spettatori.

Per questa edizione il tema dell'MTV Day venne incentrato sui super-poteri della musica e la capacità che essa ha di stravolgere, illuminare e cambiare la vita delle persone. Proprio per questo motivo venne proposto ai telespettatori di MTV di scegliere la propria "Power Song", ovvero la cosiddetta canzone "che ti ha cambiato la vita". La canzone vincitrice è stata Siamo solo noi di Vasco Rossi.
La maratona tv venne inaugurata con l'intervento sul palco di Bob Geldof, per rinnovare il messaggio lanciato l'anno prima con il Live 8 e per invitare il governo italiano a rispettare gli impegni presi in merito alla Cancellazione del debito dei paesi in via di sviluppo.
Questa edizione è stata caratterizzata dalle pessime condizioni meteorologiche, che hanno influito negativamente sull'affluenza. Infatti, mentre negli anni passati la gente riempiva l'arena già dal primo pomeriggio, in questa edizione il numero di spettatori è stato estremamente ridotto. Proprio per questo, durante la diretta televisiva, le riprese sul pubblico sono state molto poche e limitate alle prime file.
Tra i vee-jay di Mtv che hanno presentato e intervistato gli artisti durante l'arco della giornata, si ricordano Alessandro Cattelan, Victoria Cabello, Francesco Mandelli, Carolina Di Domenico e Victor Kwality, cantante e leader degli LNRipley.

## Artisti
- Caparezza
- Cor Veleno
- Fabri Fibra
- The Killers
- Lacuna Coil
- Linea 77
- Mondo Marcio
- Piero Pelù
- Superband: una cover band formata da Morgan, Max Gazzè, Federico Poggipollini, Sergio Carnevale
- Super Elastic Bubble Plastic
- Bob Geldof
- Giorgia
- Meg
- Pier Luigi Ferrantini

Era prevista anche un'esibizione di Carmen Consoli, che però ha dovuto annullare la partecipazione a causa della morte di Leandro Misuriello, bassista e contrabbassista della cantante siciliana.